# In vitro

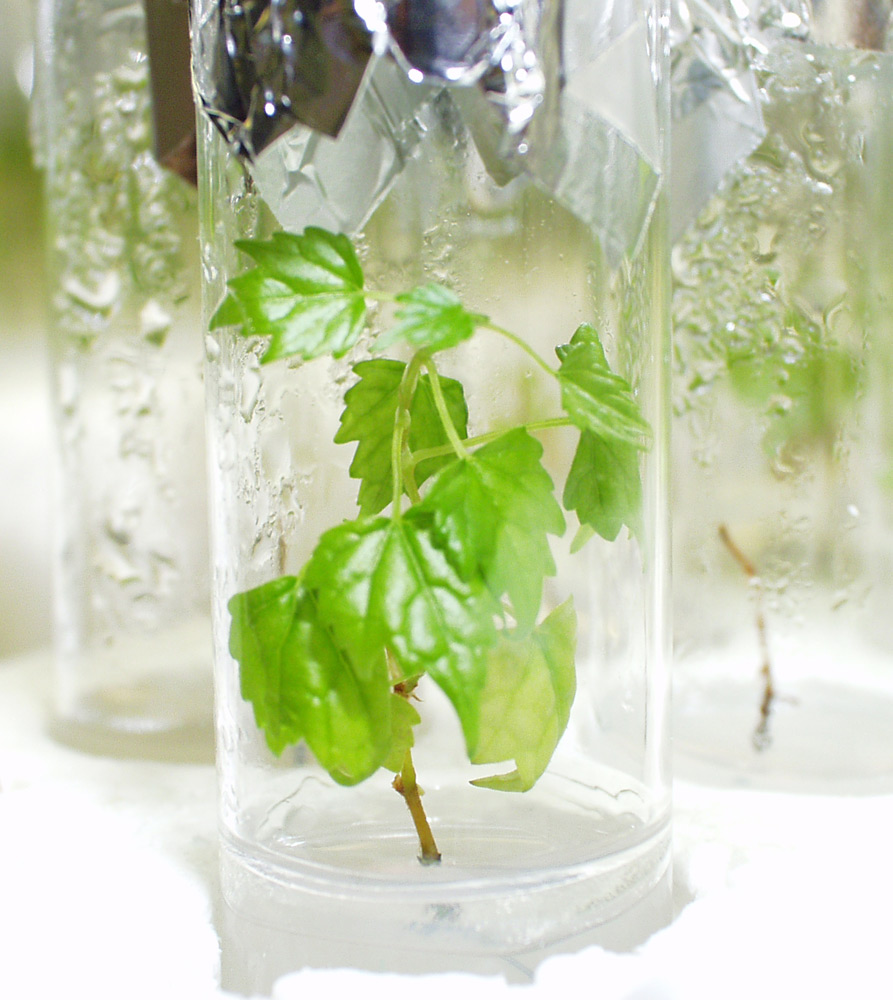
In-vitro-Kultur von Weinreben

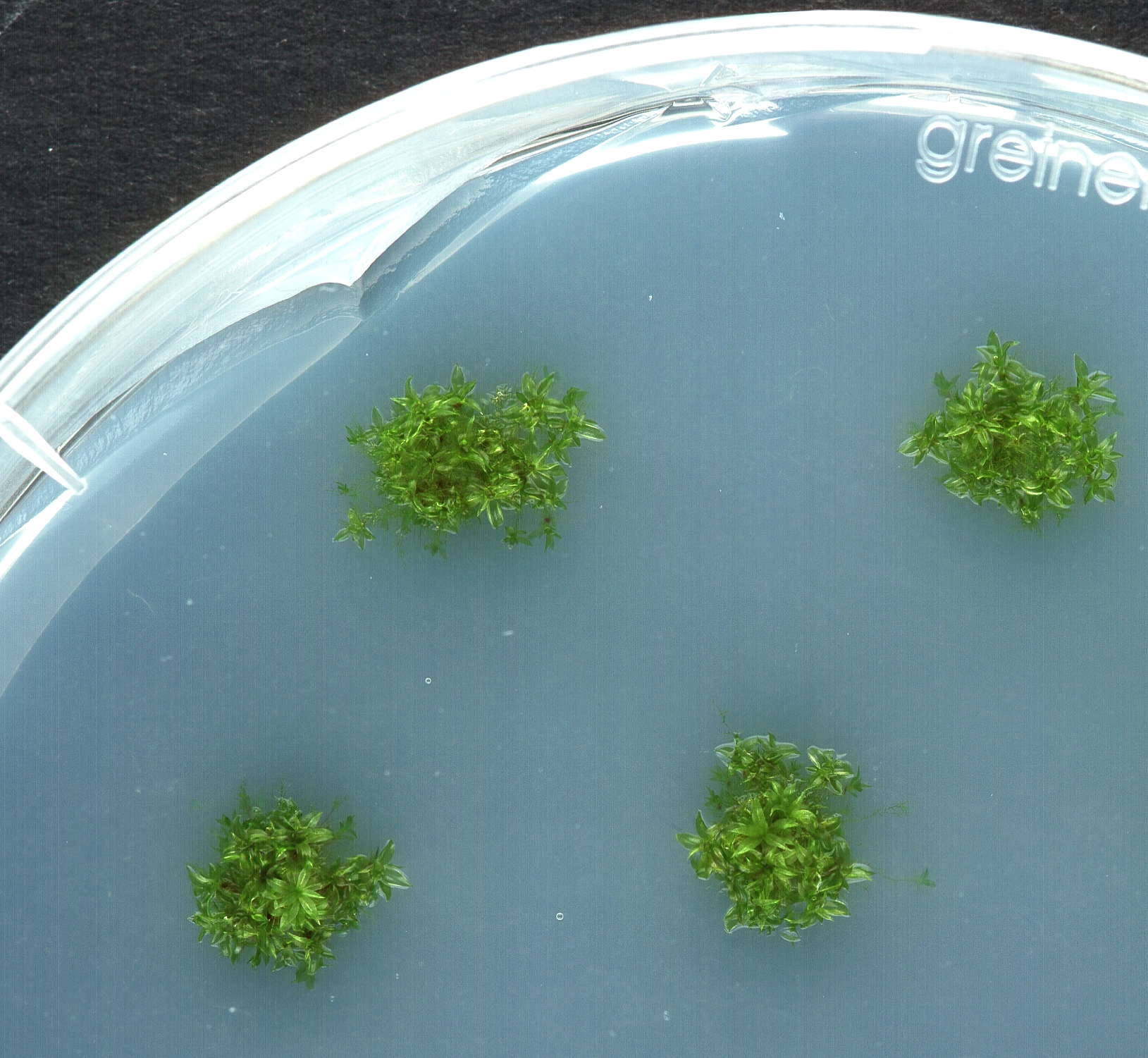
Axenische In-vitro-Kultivierung von Physcomitrella patens auf Agarplatten (Petrischale, 9 cm Durchmesser)

Als in vitro (lateinisch ‚im Glas‘) bezeichnet man organische Vorgänge, die außerhalb eines lebenden Organismus stattfinden, im Gegensatz zu solchen, die im lebenden Organismus (in vivo) ablaufen. In der Naturwissenschaft bezieht sich in vitro auf Experimente, die in einer kontrollierten künstlichen Umgebung außerhalb eines lebenden Organismus durchgeführt werden, wie im Reagenzglas oder einer Petrischale.

## Beispiele

### In-vitro-Studien
Biologische und medizinische Versuche lassen sich in vitro besser kontrollieren als in vivo. Beispielsweise lassen sich Bedingungen leichter und auch einzeln beeinflussen. Die so gewonnenen Erkenntnisse lassen sich aber nicht ohne weiteres auf die Vorgänge im lebenden Organismus übertragen. Beispielsweise ist die Bindung von Kohlenmonoxid an Hämoglobin in vitro 25.000-mal stärker als die von Sauerstoff. In vivo ist diese Affinität jedoch nur 200fach höher. Daher werden Ergebnisse aus In-vitro-Studien in der Regel mit einer weiteren Versuchsreihe in vivo überprüft.

### Spezielle Anwendungen
- In-vitro-Fertilisation (IVF), die „Befruchtung im Reagenzglas“
- In-vitro-Maturation, Reifung von Eizellen in der Petrischale
- In-vitro-Fleisch, kultiviertes Fleisch, umgangssprachlich „Laborfleisch“
- In-vitro-Diagnostika (IVD)
- In-vitro-Kontraktur-Test, Diagnoseverfahren bei maligner Hyperthermie
- In-vitro-Selektion oder In-vitro-Evolution, eine Technik zur Erzeugung von DNA- oder RNA-Stücken, siehe SELEX
- In Vitro–In Vivo Extrapolation (IVIVE), Extrapolation von In-vitro- auf In-vivo-Ergebnisse